# 折苞斑鸠菊
折苞斑鸠菊（学名：Vernonia spirei）为菊科班鸠菊属的植物。分布在老挝以及中国大陆的云南、广西、贵州等地，生长于海拔1,000米至2,400米的地区，多生长在灌丛中、山坡草地或林缘，目前尚未由人工引种栽培。

## 别名
金沙斑鸠菊（云南）